# 캅 랜드
《캅 랜드》(영어: Cop Land)는 미국에서 제작된 제임스 맹골드 감독의 1997년 네오 누아르 범죄 드라마 영화이다. 실베스터 스탤론, 하비 카이텔, 레이 리오타, 로버트 드니로 등이 출연하였고, 케리 우즈 등이 제작에 참여하였다.

## 출연진
- 실베스터 스탤론
- 하비 카이텔
- 레이 리오타
- 로버트 드니로
- 피터 버그
- 저닌 거로펄로
- 로버트 패트릭
- 마이클 래퍼포트
- 애너벨라 쇼라
- 노아 에머릭
- 캐시 모리아티
- 존 스펜서
- 프랭크 빈센트
- 멀릭 요바
- 아서 J. 내스커렐라
- 빅터 윌리엄스
- 이디 팰코
- 멜 고럼
- 폴 허먼
- 폴 칼더론
- 빈센트 라레스카
- 메소드 맨
- 데버라 해리
- 존 벤티밀리아
- 로버트 존 버크
- 존 도먼
- 토니 시리코

## 기타 제작진
- 공동 제작: 케리 오런트
- 협력 제작: 크리스토퍼 구드, 케빈 킹, 리처드 밀러
- 배역: 토드 세일러
- 미술: 레스터 코언
- 의상: 엘런 러터
- 음악 감독: 메리 레이모스, 미셸 쿠즈네츠키